# Tisbe longicornis
Tisbe longicornis är en kräftdjursart som först beskrevs av T. Scott och A. Scott 1895.  Tisbe longicornis ingår i släktet Tisbe och familjen Tisbidae. Arten har ej påträffats i Sverige. Inga underarter finns listade i Catalogue of Life.